# 林枝伊子
林 枝伊子（はやし えいこ、1962年(昭和37年)10月26日 - ）は、神奈川県出身の女優。

## 人物・来歴
- 本名・小林 幸子（こばやし ゆきこ）。
- 神奈川県川崎市中原区出身。
- 身長：163cm、体重：53kg。
- 駒沢学園女子高等学校卒業[2]。高校生時代、ロックバンドを組んで活動していたことがあった[2]。
- 六月劇場に所属していた[2]。
- NHK教育テレビ「ぴょん太のあんぜんにっき」で3代目お姉さんを務めた。
- 美容師免許取得後、自宅近所の美容院で仕事のない時働いていた。

## テレビドラマ
- 「パパ　スカートはいてよ」（1983年6月27日〜7月22日）
- 「博多単身赴任殺人事件」（1984年）
- 「ぴょん太のあんぜんにっき」（1984年4月〜1986年3月）